# Sturgeon Bay (Wisconsin)
Sturgeon Bay település az Amerikai Egyesült Államok Wisconsin államában, Door megyében, melynek megyeszékhelye is. Lakosainak száma 9646 fő (2020. április 1.).

## Népesség
A település népességének változása:

| 2010 | 9 144 |
| 2020 | 9 646 |